# ضدویروس کسپرسکی
ضدویروس کسپرسکی (روسی: Антивирус Касперского؛ انگلیسی: Kaspersky Anti-Virus) یکی از نرم‌افزارهای ضدویروس معروف است که توسط شرکت کسپرسکی ساخته شده‌است.

## قابلیت‌ها
در نسخه ۲۰۰۷ نرم‌افزار، این قابلیت‌ها وجود دارد:
- حفاظت، کشف و نابودی ویروس کامپیوتری، تروجانها، کرم‌ها، جاسوس‌ها، نرم‌افزارهای تبلیغاتی و کی‌لوگر
- کشف ونابودی روت‌کیت‌های ناشناخته (فقط در نسخه ۷ وجود دارد)
- کشف و از بین بردن روت‌کیت‌ها
- جلوگیری از هک در چت روم‌های IM
- اسکن هم‌زمان اینترنت و ای‌میل
- قطع بدافزارها به طور سریع و بدون اجازه‌گیری
- ابزارهایی جهت امنیت لوح‌ها
- پشتیبانی رایگان از مشکلات کاربران در تالار گفتگو

## حداقل سیستم
|                    | ویندوز ۲۰۰۰ (SP4 یا بالاتر) / اکس‌پی (SP2 یا بالاتر) | ویندوز ویستا (۳۲/۶۴-bit)                       |
| ------------------ | --------------------------------------------------- | ---------------------------------------------- |
| پردازنده           | اینتل پنتیوم ۳۰۰ MHz یا بالاتر (or equivalent)      | اینتل پنتیوم ۸۰۰ MHz یا بالاتر (or equivalent) |
| RAM                | ۱۲۸ مگابایت                                         | ۵۱۲ MB                                         |
| فضای خالی دیسک سخت | ۵۰ MB                                               | ۵۰ MB                                          |

همچنین یک دی‌وی‌دی یا سی‌دی-رام drive، اینترنت اکسپلورر ۵٫۵ یا بالاتر و ویندوز Installer ۲٫۰ یا بالاتر جز ملزومات نصب کاسپرسکی هستند.